# Mikaela Åhlin-Kottulinsky

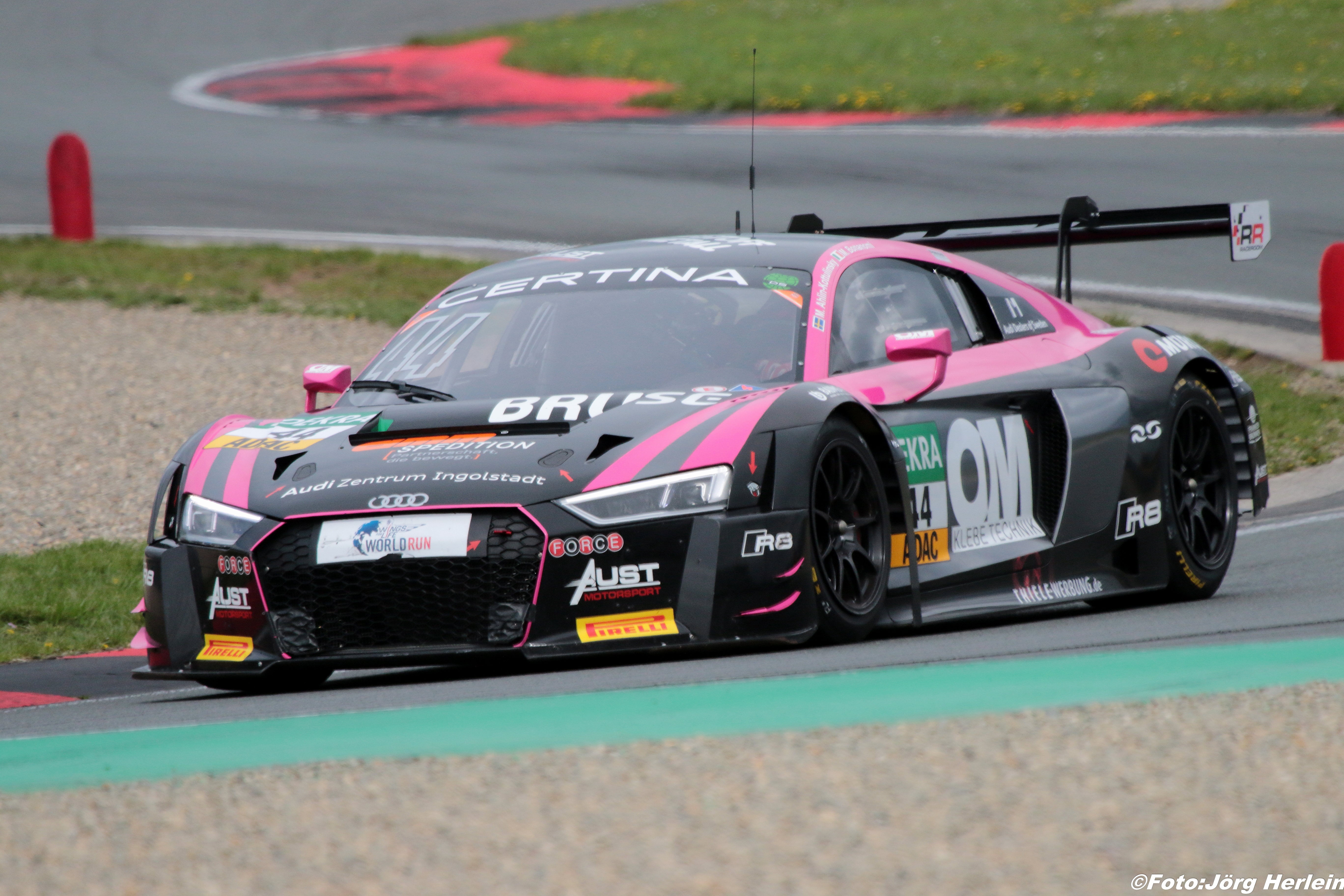
2016 ADAC GT Masters

Mikaela Åhlin-Kottulinsky (* 13. listopadu 1992 Karlstad, Švédsko) je švédská automobilová závodnice. Se závoděním začala ve 12. letech na motokárách. O 7 let později přestoupila do cestovních vozů, když se na podzim roku 2011 zúčastnila klání FIA Women in Motorsport, kde skončila na 2. místě, čímž získala možnost závodit v německé sérii Volkswagen Scirocco R Cup. V této sérii jezdila 3 sezóny a v roce 2014 se stala první ženou v historii, která dokázala zvítězit v závodě šampionátu podporovaném automobilkou Volkswagen. Na konci roku byl šampionát nahrazen sérií Audi Sport TT Cup, kde ze 165 přihlášených závodníků byla mezi 18 vybranými. V sezóně získala jedno pódiové umístění a zajela dvě nejrychlejší kola. Od roku 2016 závodí v německé sérii ADAC GT Masters s Audi R8 LMS. Pro sezónu 2017 byla vybrána do Audi Sport racing academy.

## Osobní život
Jejím dědou je Freddy Kottulinsky, který v roce 1980 za volantem vozu Volkswagen Iltis zvítězil v závodě Rallye Dakar a před tím v letech 1973 až 1979 jezdil i Mistrovství světa v rallye (WRC). Její otec Jerry Åhlin v letech 1983 až 1991 jezdil Mistrovství Evropy v rallye a mezi léty 1984 a 2000 se zúčastnil šesti závodů Mistrovství světa v rallye, ve kterých získal jeden mistrovský bod. Její matka Susanne Kottulinsky v letech 1982 až 2002 závodila s vozy Opel, Volvo, Audi a Mitsubishi v Mistrovství Evropy v rallye a odjela také deset závodů v Mistrovství světa v rallye. I její mladší bratr Fredrik Åhlin závodí v rallye, od roku 2011 do roku 2016 jezdil v šampionátu Mistrovství světa v rallye s vozy Ford Fiesta, v roce 2017 jezdí ve Spojeném království s vozem Škoda Fabia.

## Závodní kariéra

### Shrnutí
| Rok  | Série                           | Tým                       | Závody | Vítězství | Pole Position | Nejrychlejší kolo | Pódium | Body | Umístění |
| ---- | ------------------------------- | ------------------------- | ------ | --------- | ------------- | ----------------- | ------ | ---- | -------- |
| 2012 | VW Scirocco R-Cup Germany       | -                         | 10     | 0         | 0             | 0                 | 0      | 48   | 12       |
| 2012 | Porsche Carrera Cup Scandinavia | Xlander Racing            | 5      | 0         | 0             | 0                 | 0      | 82   | 19       |
| 2013 | Renault Clio Cup JTCC           | -                         | 7      | 0         | 0             | 0                 | 0      | 16   | 12       |
| 2013 | VW Scirocco R-Cup Germany       | -                         | 9      | 0         | 0             | 0                 | 1      | 195  | 8        |
| 2014 | VW Scirocco R-Cup Germany       | -                         | 10     | 1         | 0             | 1                 | 1      | 188  | 9        |
| 2014 | RallyX Sweden                   | JC Race Teknik            | 3      |           |               |                   |        | 17   | 8        |
| 2015 | Audi Sport TT Cup               | -                         | 12     | 0         | 0             | 2                 | 1      | 75   | 15       |
| 2016 | ADAC GT Masters                 | Aust Motorsport           | 14     | 0         | 0             | 0                 | 0      | 1    | 52       |
| 2017 | ADAC GT Masters                 | Audi Sport racing academy | 10     | 0         | 0             | 0                 | 0      | 0    | 34*      |
| 2017 | STCC                            | PWR Racing - Junior Team  | 12     | 0         | 0             | 0                 | 0      | 6    | 18*      |

* Sezóna ještě neskončila

### Volkswagen Scirocco R-Cup
| Legenda k tabulce | Legenda k tabulce                                                                       |
| Barva             | Výsledek                                                                                |
| ----------------- | --------------------------------------------------------------------------------------- |
| Zlatá             | Vítěz                                                                                   |
| Stříbrná          | 2. místo                                                                                |
| Bronzová          | 3. místo                                                                                |
| Zelená            | Bodované umístění                                                                       |
| Modrá             | Nebodované umístění                                                                     |
| Modrá             | Dokončil neklasifikován (NC)                                                            |
| Fialová           | Odstoupil (Ret)                                                                         |
| Červená           | Nekvalifikoval se (DNQ)                                                                 |
| Červená           | Nepředkvalifikoval se (DNPQ)                                                            |
| Černá             | Diskvalifikován (DSQ)                                                                   |
| Bílá              | Nestartoval (DNS)                                                                       |
| Bílá              | Závod zrušen (C)                                                                        |
| Světle modrá      | Pouze trénoval (PO)                                                                     |
| Světle modrá      | Páteční testovací jezdec (TD)                                                           |
| Bez barvy         | Netrénoval (DNP)                                                                        |
| Bez barvy         | Vyřazen (EX)                                                                            |
| Bez barvy         | Nepřijel (DNA)                                                                          |
| Bez barvy         | Odvolal účast (WD)                                                                      |
| Bez barvy         | Nezúčastnil se (prázdné)                                                                |
| Označení          | Význam                                                                                  |
| Tučnost           | Pole position                                                                           |
| Kurzíva           | Nejrychlejší kolo                                                                       |
| †                 | Jezdec nedojel do cíle, ale byl klasifikován, protože odjel více než 90 % délky závodu. |
| ‡                 | Byl udělován poloviční počet bodů, protože bylo odjeto méně než 75 % délky závodu.      |
| Horní index       | Umístění bodujících jezdců ve sprintu                                                   |

| Rok  | Číslo | Vůz                   | 1    | 2    | 3     | 4     | 5     | 6    | 7     | 8     | 9     | 10   | Body | Umístění |
| ---- | ----- | --------------------- | ---- | ---- | ----- | ----- | ----- | ---- | ----- | ----- | ----- | ---- | ---- | -------- |
| 2012 | 12    | Volkswagen Scirocco R | HOC  | LAU  | BHA   | RBR   | RBR   | NOR  | NÚR   | OSC   | OSC   | HOC  | 82   | 18       |
| 2012 | 12    | Volkswagen Scirocco R | R 21 | R 18 | R 20  | R1 17 | R2 19 | R 22 | R 20  | R1 13 | R2 13 | R X  | 82   | 18       |
| 2013 | 14    | Volkswagen Scirocco R | HOC  | RBR  | RBR   | NOR   | NÚR   | NÚR  | OSC   | OSC   | HOC   |      | 195  | 8        |
| 2013 | 14    | Volkswagen Scirocco R | R 11 | R1 8 | R2 17 | R 4   | R1 2  | R2 8 | R1 13 | R2 7  | R 21  |      | 195  | 8        |
| 2014 | 19    | Volkswagen Scirocco R | HOC  | HOC  | OSC   | OSC   | NOR   | RBR  | RBR   | NÚR   | NÚR   | HOC  | 188  | 9        |
| 2014 | 19    | Volkswagen Scirocco R | R1 5 | R2 9 | R1 15 | R2 23 | R 1   | R1 4 | R2 4  | R1 5  | R2 X  | R 21 | 188  | 9        |

### Audi Sport TT Cup
| Legenda k tabulce | Legenda k tabulce                                                                       |
| Barva             | Výsledek                                                                                |
| ----------------- | --------------------------------------------------------------------------------------- |
| Zlatá             | Vítěz                                                                                   |
| Stříbrná          | 2. místo                                                                                |
| Bronzová          | 3. místo                                                                                |
| Zelená            | Bodované umístění                                                                       |
| Modrá             | Nebodované umístění                                                                     |
| Modrá             | Dokončil neklasifikován (NC)                                                            |
| Fialová           | Odstoupil (Ret)                                                                         |
| Červená           | Nekvalifikoval se (DNQ)                                                                 |
| Červená           | Nepředkvalifikoval se (DNPQ)                                                            |
| Černá             | Diskvalifikován (DSQ)                                                                   |
| Bílá              | Nestartoval (DNS)                                                                       |
| Bílá              | Závod zrušen (C)                                                                        |
| Světle modrá      | Pouze trénoval (PO)                                                                     |
| Světle modrá      | Páteční testovací jezdec (TD)                                                           |
| Bez barvy         | Netrénoval (DNP)                                                                        |
| Bez barvy         | Vyřazen (EX)                                                                            |
| Bez barvy         | Nepřijel (DNA)                                                                          |
| Bez barvy         | Odvolal účast (WD)                                                                      |
| Bez barvy         | Nezúčastnil se (prázdné)                                                                |
| Označení          | Význam                                                                                  |
| Tučnost           | Pole position                                                                           |
| Kurzíva           | Nejrychlejší kolo                                                                       |
| †                 | Jezdec nedojel do cíle, ale byl klasifikován, protože odjel více než 90 % délky závodu. |
| ‡                 | Byl udělován poloviční počet bodů, protože bylo odjeto méně než 75 % délky závodu.      |
| Horní index       | Umístění bodujících jezdců ve sprintu                                                   |

| Rok  | Číslo | Vůz           | 1    | 1    | 2    | 2    | 3     | 3     | 4    | 4     | 5    | 5    | 6    | 6    | Body | Umístění |
| ---- | ----- | ------------- | ---- | ---- | ---- | ---- | ----- | ----- | ---- | ----- | ---- | ---- | ---- | ---- | ---- | -------- |
| 2015 | 89    | Audi Sport TT | HOC  | HOC  | NOR  | NOR  | RBR   | RBR   | OSC  | OSC   | NÜR  | NÜR  | HOC  | HOC  | 75   | 15       |
| 2015 | 89    | Audi Sport TT | R1 9 | R2 X | R1 8 | R2 3 | R1 10 | R2 18 | R1 X | R2 12 | R1 6 | R2 X | R1 X | R2 X | 75   | 15       |

### ADAC GT Masters
| Legenda k tabulce | Legenda k tabulce                                                                       |
| Barva             | Výsledek                                                                                |
| ----------------- | --------------------------------------------------------------------------------------- |
| Zlatá             | Vítěz                                                                                   |
| Stříbrná          | 2. místo                                                                                |
| Bronzová          | 3. místo                                                                                |
| Zelená            | Bodované umístění                                                                       |
| Modrá             | Nebodované umístění                                                                     |
| Modrá             | Dokončil neklasifikován (NC)                                                            |
| Fialová           | Odstoupil (Ret)                                                                         |
| Červená           | Nekvalifikoval se (DNQ)                                                                 |
| Červená           | Nepředkvalifikoval se (DNPQ)                                                            |
| Černá             | Diskvalifikován (DSQ)                                                                   |
| Bílá              | Nestartoval (DNS)                                                                       |
| Bílá              | Závod zrušen (C)                                                                        |
| Světle modrá      | Pouze trénoval (PO)                                                                     |
| Světle modrá      | Páteční testovací jezdec (TD)                                                           |
| Bez barvy         | Netrénoval (DNP)                                                                        |
| Bez barvy         | Vyřazen (EX)                                                                            |
| Bez barvy         | Nepřijel (DNA)                                                                          |
| Bez barvy         | Odvolal účast (WD)                                                                      |
| Bez barvy         | Nezúčastnil se (prázdné)                                                                |
| Označení          | Význam                                                                                  |
| Tučnost           | Pole position                                                                           |
| Kurzíva           | Nejrychlejší kolo                                                                       |
| †                 | Jezdec nedojel do cíle, ale byl klasifikován, protože odjel více než 90 % délky závodu. |
| ‡                 | Byl udělován poloviční počet bodů, protože bylo odjeto méně než 75 % délky závodu.      |
| Horní index       | Umístění bodujících jezdců ve sprintu                                                   |

| Rok  | Tým                       | Číslo | Vůz         | 1     | 1     | 2     | 2     | 3     | 3     | 4     | 4     | 5     | 5     | 6     | 6     | 7     | 7     | Body | Umístění |
| ---- | ------------------------- | ----- | ----------- | ----- | ----- | ----- | ----- | ----- | ----- | ----- | ----- | ----- | ----- | ----- | ----- | ----- | ----- | ---- | -------- |
| 2016 | Aust Motorsport           | 44    | Audi R8 LMS | OSC   | OSC   | SAC   | SAC   | LAU   | LAU   | RBR   | RBR   | NÜR   | NÜR   | ZAN   | ZAN   | HOC   | HOC   | 1    | 52       |
| 2016 | Aust Motorsport           | 44    | Audi R8 LMS | R1 X  | R2 17 | R1 23 | R2 24 | R1 19 | R2 11 | R1 17 | R2 20 | R1 11 | R2 17 | R1 15 | R2 18 | R1 10 | R2 19 | 1    | 52       |
| 2017 | Audi Sport racing academy | 8     | Audi R8 LMS | OSC   | OSC   | LAU   | LAU   | RBR   | RBR   | ZAN   | ZAN   | NÜR   | NÜR   | SAC   | SAC   | HOC   | HOC   | 0    | 34*      |
| 2017 | Audi Sport racing academy | 8     | Audi R8 LMS | R1 17 | R2 23 | R1 20 | R2 20 | R1 X  | R2 17 | R1 21 | R2 13 | R1 22 | R2 17 | R1    | R2    | R1    | R2    | 0    | 34*      |

* Sezóna ještě neskončila

### STCC
| Legenda k tabulce | Legenda k tabulce                                                                       |
| Barva             | Výsledek                                                                                |
| ----------------- | --------------------------------------------------------------------------------------- |
| Zlatá             | Vítěz                                                                                   |
| Stříbrná          | 2. místo                                                                                |
| Bronzová          | 3. místo                                                                                |
| Zelená            | Bodované umístění                                                                       |
| Modrá             | Nebodované umístění                                                                     |
| Modrá             | Dokončil neklasifikován (NC)                                                            |
| Fialová           | Odstoupil (Ret)                                                                         |
| Červená           | Nekvalifikoval se (DNQ)                                                                 |
| Červená           | Nepředkvalifikoval se (DNPQ)                                                            |
| Černá             | Diskvalifikován (DSQ)                                                                   |
| Bílá              | Nestartoval (DNS)                                                                       |
| Bílá              | Závod zrušen (C)                                                                        |
| Světle modrá      | Pouze trénoval (PO)                                                                     |
| Světle modrá      | Páteční testovací jezdec (TD)                                                           |
| Bez barvy         | Netrénoval (DNP)                                                                        |
| Bez barvy         | Vyřazen (EX)                                                                            |
| Bez barvy         | Nepřijel (DNA)                                                                          |
| Bez barvy         | Odvolal účast (WD)                                                                      |
| Bez barvy         | Nezúčastnil se (prázdné)                                                                |
| Označení          | Význam                                                                                  |
| Tučnost           | Pole position                                                                           |
| Kurzíva           | Nejrychlejší kolo                                                                       |
| †                 | Jezdec nedojel do cíle, ale byl klasifikován, protože odjel více než 90 % délky závodu. |
| ‡                 | Byl udělován poloviční počet bodů, protože bylo odjeto méně než 75 % délky závodu.      |
| Horní index       | Umístění bodujících jezdců ve sprintu                                                   |

| Rok  | Tým                      | Číslo | Vůz              | 1    | 1    | 1     | 2    | 2    | 2    | 3    | 3    | 3     | 4    | 4     | 4     | 5    | 5     | 5     | 6    | 6     | 6    | 7   | 7   | 7   | Body | Umístění |
| ---- | ------------------------ | ----- | ---------------- | ---- | ---- | ----- | ---- | ---- | ---- | ---- | ---- | ----- | ---- | ----- | ----- | ---- | ----- | ----- | ---- | ----- | ---- | --- | --- | --- | ---- | -------- |
| 2017 | PWR Racing - Junior Team | 89    | Audi RS3 LMS TCR | KNU  | KNU  | KNU   | ALA  | ALA  | ALA  | SOL  | SOL  | SOL   | FAL  | FAL   | FAL   | GEL  | GEL   | GEL   | AND  | AND   | AND  | MAN | MAN | MAN | 6    | 19*      |
| 2017 | PWR Racing - Junior Team | 89    | Audi RS3 LMS TCR | R1 X | R2 X | R3 12 | R1 - | R2 - | R3 - | R1 X | R2 8 | R3 11 | R1 9 | R2 11 | R3 15 | R1 X | R2 12 | R3 15 | R1 X | R2 15 | R3 X | R1  | R2  | R3  | 6    | 19*      |

* Sezóna ještě neskončila